# Henryk Kołodziejski

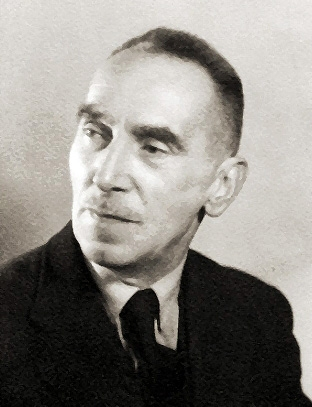
Henryk Kołodziejski

Henryk Kołodziejski (* 12. Mai 1884 in Warschau; † 18. April 1953 ebenda) war ein Politiker in der Volksrepublik Polen, der unter anderem zwischen 1947 und 1949 Präsident der Obersten Kontrollkammer (Najwyższa Izba Kontroli) war.

## Leben
Henryk Kołodziejski begann nach dem Schulbesuch ein Studium an der Jagiellonen-Universität zu Krakau und engagierte sich bereits während des Studiums seit seiner Jugend in der Unabhängigkeitsbewegung. Als Mitglied der Sozialdemokratischen Arbeiterpartei Russlands (SDAPR) nahm er zwischen 1905 und 1907 an der Russischen Revolution teil und wurde deshalb von den Behörden des Russischen Kaiserreichs verhaftet. Nachdem er eine Freiheitsstrafe in der Zitadelle Warschau verbüßt hatte, legte er 1912 an der Jagiellonen-Universität seine Promotion zum Doktor der Philosophie ab. Nach der Gründung der Zweiten Polnischen Republik am 20. Februar 1919 wurde er 1920 Direktor der Sejm-Bibliothek und bekleidete diese Funktion bis zum Überfall auf Polen durch die deutsche Wehrmacht und dem damit verbundenen Beginn des Zweiten Weltkrieges am 1. September 1939. Ferner war er 1920 auch Mitgründer des Instituts für Sozialwirtschaft (Instytut Gospodarstwa Społecznego) und engagierte sich in der Zwischenkriegszeit in der Freimaurerei.
Nach der Besatzungszeit war Kołodziejski Teilnehmer der Konferenz, die 28. Juni 1945 zur Gründung der Provisorischen Regierung der Nationalen Einheit TRJN (Tymczasowy Rząd Jedności Narodowej) führte. Am 21. Juli 1945 wurde er zunächst kooptiertes Mitglied sowie am 29. Dezember 1945 Mitglied des Nationalrates (Krajowa Rada Narodowa), dem er bis 1947 angehörte. Daneben war er zwischen 1945 und 1947 Mitarbeiter von Wissenschafts- und Forschungsinstituten wie dem Institut für Sozialwirtschaft und dem Genossenschaftlichen Institut für Wissenschaften (Spółdzielczy Instytut Naukowy). Er wurde 1947 als Parteiloser Mitglied des Gesetzgebenden Sejm (Sejm Ustawodawczy) und gehörte diesem bis 1952 an. In dieser Zeit war er Mitglied der Ausschüsse für Verfassungsangelegenheiten und für Wahlordnung sowie Mitglied der Sonderausschüsse für die Ausarbeitung des Gesetzentwurfs über das System der Obersten Behörden der Republik Polen und für die Entwicklung der Verordnungen des gesetzgebenden Sejm.

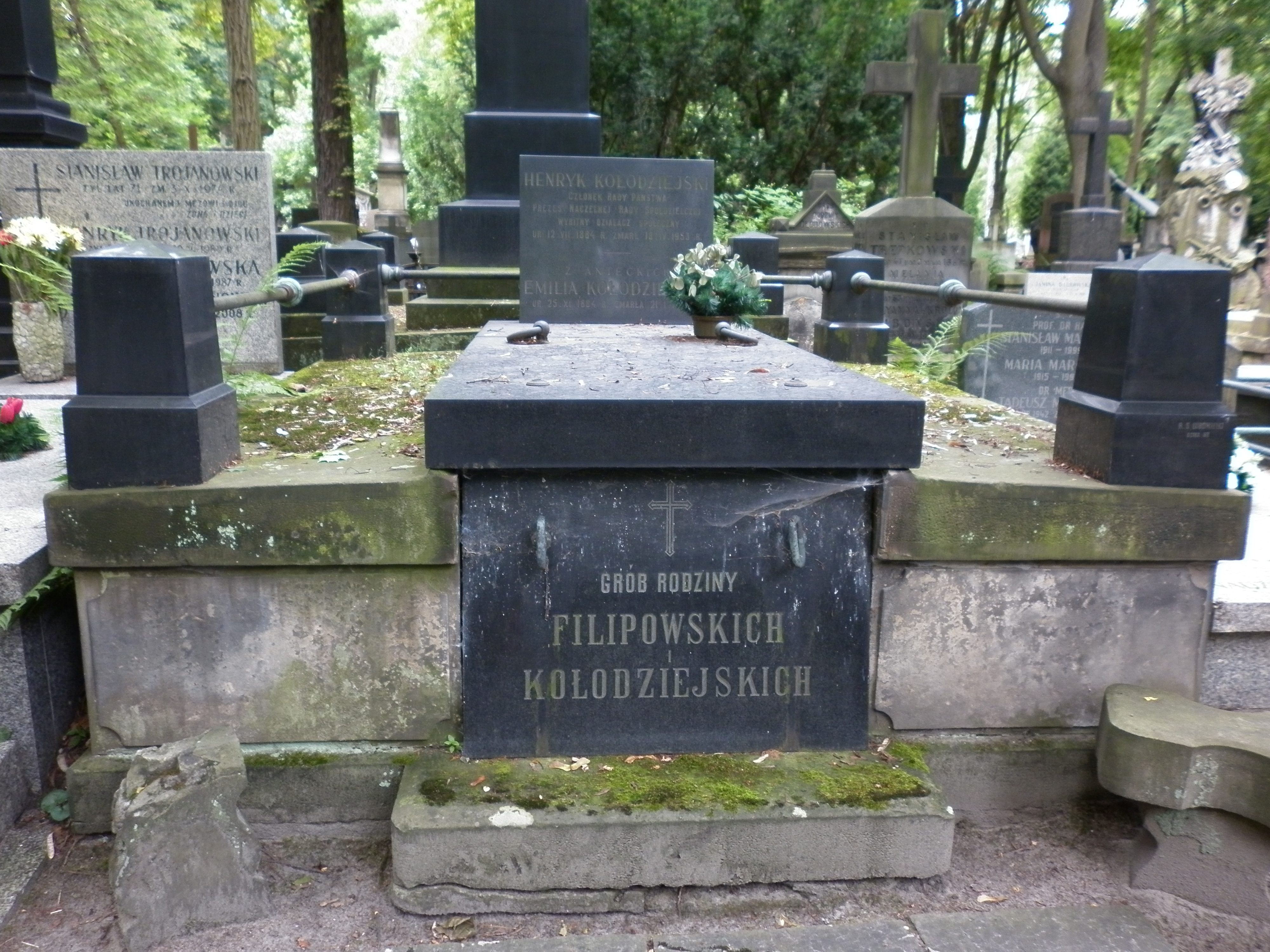
Grabstätte auf dem Warschauer Powązki-Friedhof

Am 21. Februar 1947 wurde Henryk Kołodziejski als Nachfolger von Jan Michał Grubecki Präsident der Obersten Kontrollkammer (Najwyższa Izba Kontroli) und bekleidete dieses Amt bis zum 9. März 1949, woraufhin Franciszek Jóźwiak seine Nachfolge antrat. Zugleich war er von 1947 bis 1949 auch Leiter der Kontrollstelle beim Staatsrat. Er wurde außerdem am 21. Februar 1947 Mitglied des Staatsrates (Rada Państwa), des kollektiven Staatsoberhaupts der Volksrepublik Polen, und gehörte diesem bis zu seinem Tode am 18. April 1953 an. Nach Änderung der Satzung des Sejm am 2. Juli 1949 war er bis 1952 Mitglied des Ausschusses für auswärtige Angelegenheiten. Er war des Weiteren von 1949 bis 1953 Präsident des Obersten Rates der Genossenschaften sowie zwischen August 1952 und seinem Tode am 18. April 1954 auch Mitglied des Präsidiums der neu gegründeten Nationalen Einheitsfront (Front Jedności Narodu), eine der PZPR unterstellte gesellschaftspolitische Institution, die ihre politischen Ziele umsetzt und auch andere politische Parteien, Gewerkschaften und auch soziale Organisationen einschloss. Am 20. November 1952 wurde er als Parteiloser Mitglied des Sejm, dem er bis zu seinem Tode am 18. April 1953 als Vertreter des Wahlkreises Nr. 58 Krakau angehörte. Er wurde auf dem Warschauer Powązki-Friedhof beigesetzt.